# 施瓦岑巴赫河 (上阿根河支流，阿爾高地區旺根)
47°38′30″N 9°45′38″E / 47.64167°N 9.76056°E
施瓦岑巴赫河是德國的河流，位於該國東南部，由巴伐利亞負責管轄，屬於上阿根河的左支流，河道全長10.5公里，流域面積14.7平方公里。